# Francis Hopkinson

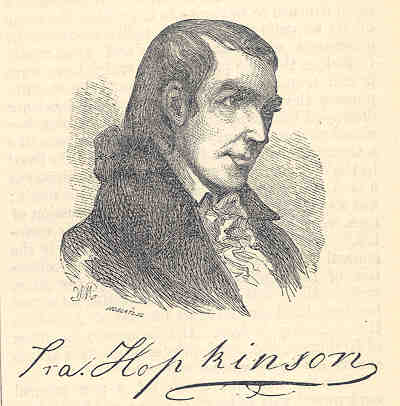
Francis Hopkinson. Bild från „The Cyclopaedia of American Literature“ (1880).

Francis Hopkinson (född 2 oktober 1737 i Philadelphia, Pennsylvania, koloni i Kungariket Storbritannien, i dag USA; död 9 maj 1791 i Philadelphia, Pennsylvania, USA)  var en av USA:s grundlagsfäder. Han gifte sig med Ann Borden den 1 september 1768.